# Demoni Pula
Demoni Pula je navijačka skupina nogometnog kluba NK Istra 1961.
Osnovana je 28. ožujka 1992. pred utakmicu hrvatskih prvoligaša Istre i Rijeke. Prije toga, navijački pokret u Puli započinje još 1989. godine kada je grupica navijača pod nazivom "Dangerous Devils" stvarala atmosfere u dvoranama, koji su bili redoviti pratioci pulskih "Gradina". U sezoni 1996./1997. izabrani su za šestu navijačku skupinu u Hrvatskoj. U početku su to bili navijači NK Istre koja je tada igrala u Prvoj HNL. Vremenom, Istra je ispala u Treću HNL, a drugi pulski klub, koji se tada zvao Pula 1856 probio se do prve lige, Demoni su izjavili da će podržati Pulu, koja do tada nije imala organiziranu grupu navijača, ako promijene ime u NK Istra 1961, te klupske boje. To se i dogodilo, te su od tada njeni navijači. Boje navijačke skupine su zelena i žuta, a kratica njihovog imena i godine osnutka je DP92.

## Vanjske poveznice
- Službena stranica  Arhivirana inačica izvorne stranice od 17. ožujka 2009. (Wayback Machine)